# Адмірал Нахімов (фільм)
«Адміра́л Нахі́мов» (рос. «Адмирал Нахимов») — російський радянський художній історико-біографічний фільм на основі фактів біографії адмірала Нахімова, знятий режисером Всеволодом Пудовкіним.

## Сюжет
Про адмірала П. С. Нахімова (1802—1855) — талановитого російського флотоводця, який відрізнявся прогресивними поглядами на військово-морське мистецтво. Під час Кримської війни, командуючи ескадрою, він розгромив турецький флот у Синопській битві (1853). У 1854—1855 успішно керував героїчною обороною Севастополя. Був смертельно поранений в бою.

## В ролях
- Бриллінг Микола Аркадійович — капітан Еванс
- Владиславський Володимир Олександрович — капітан Лавров
- Гайдебуров Павло Павлович — лорд Реглан
- Дикий Олексій Денисович — Нахімов Павло Степанович
- Ковригін Василь Іванович — Барановський Петро Іванович
- Князев Леонід Сергійович — Петро Кішка
- Оленін Борис Юлійович — Жан-Жак Пелісьє
- Пудовкін Всеволод Іларіонович — Меншиков
- Самойлов Євген Валеріанович — лейтенант Буронов
- Симонов Рубен Миколайович — Осман-паша
- Соболевський Петро Станіславович — Феофан Христофорович Острено
- Старостій Костянтин — матрос
- Хохлов Олександр Євгенович — Наполеон III
- Чаплигін Микола Миколайович — Корнілов
- Геллер Еммануїл Савельйович — епізод

## Знімальна група
- Автор сценарію: Луковський Ігор Володимирович
- Режисер: Пудовкін Всеволод Іларіонович
- Оператори: Головня Анатолій Дмитрович, Лобова Тамара Григорівна
- Художник: Єгоров Володимир Євгенович, Юферов Михайло Олександрович
- Композитор: Крюков Микола Миколайович

## Відзнаки
- Премія МКФ в Венеції-1974 рік за найкращі масові сцени, почесний диплом за виконання ролі Нахімова (Олексій Дикий).
- Особлива згадка МКФ в Локарно-47 — Анатолій Головня і Тамара Лобова визнані найкращими операторами
- Сталінська премія I ступеня (1947, удостоєні режисер Всеволод Пудовкін, оператор Анатолій Головня, сценарист Ігор Луковський, композитор Микола Крюков, актори Олексій Дикий, Рубен Симонов, Леонід Князєв)